# The Pink Lady
Pour les articles homonymes, voir Pink Lady.
The Pink Lady est le nom d'un bombardier Boeing B-17 Flying Fortress datant de la Seconde Guerre mondiale et toujours en état de vol. Il est exposé depuis 2010 à Cerny, au musée volant Salis implanté au sein de l'aérodrome de La Ferté-Alais. 

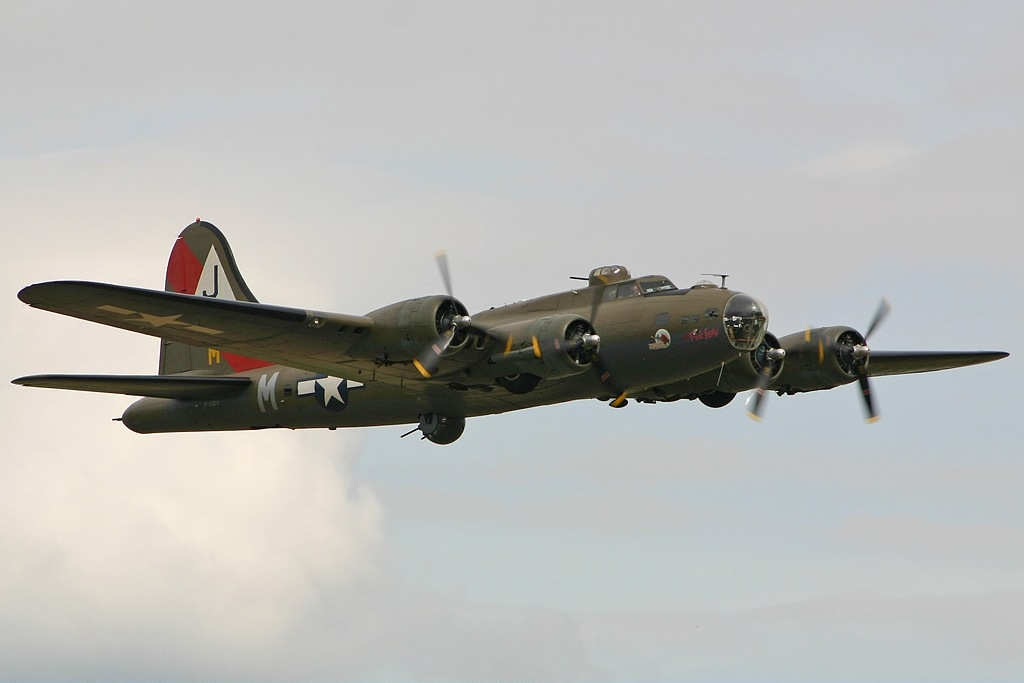
The Pink Lady en vol en 2006.

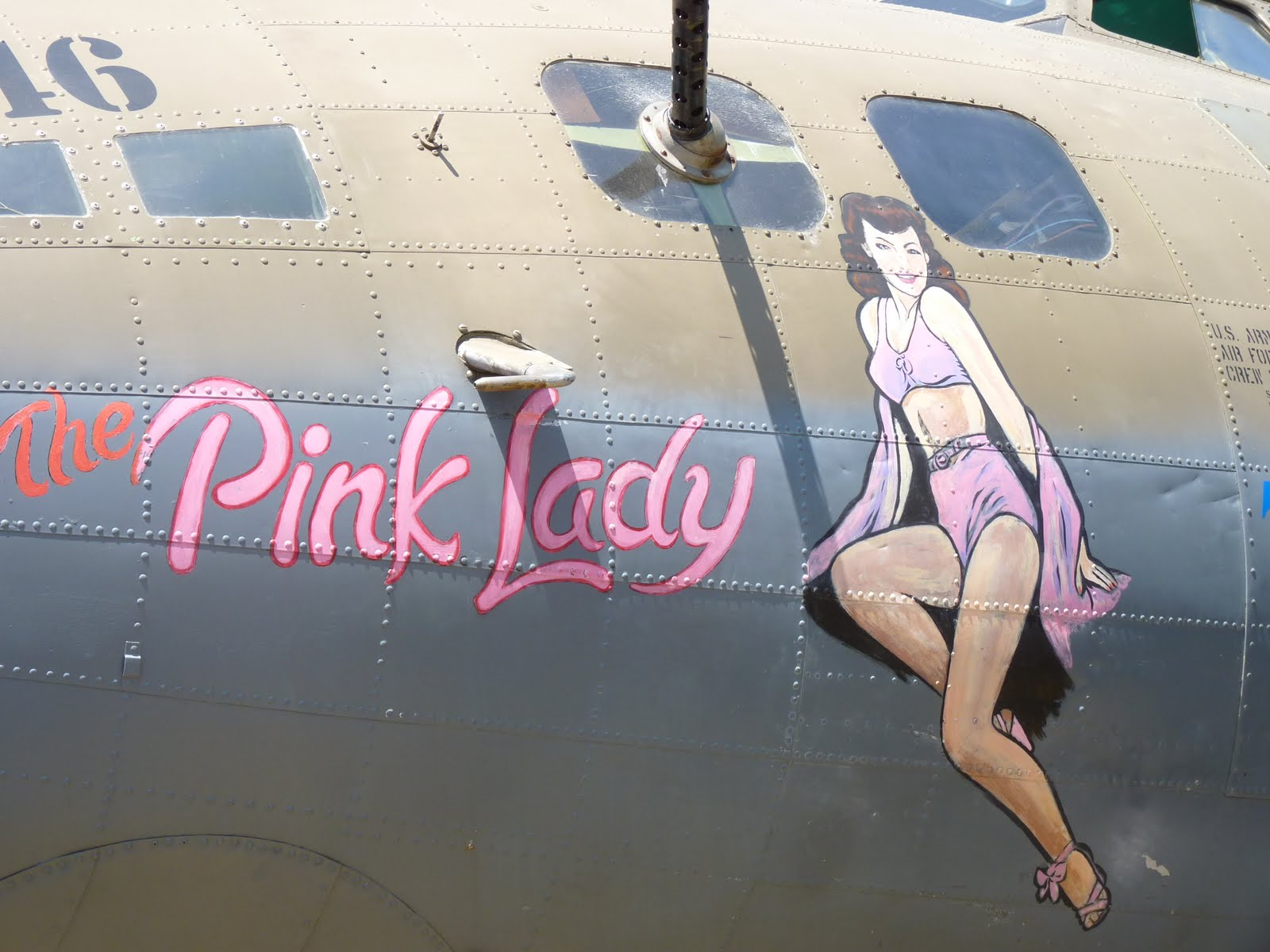
Nose art du Pink Lady.

Il est aujourd'hui le seul exemplaire en état de vol à avoir accompli des missions de guerre sur l'Europe (six au-dessus de l'Allemagne, en avril 1945). 
Depuis septembre 2012, il est classé au titre des monuments historiques.
En 1966, il participe au tournage du film La Grande Vadrouille, figurant un B-17 Fortress II de la RAF en détresse au dessus de Paris, et duquel sauteront les 3 pilotes anglais acteurs principaux du film.
Figurant un B-17F fictif nommé Mother and Country, modifié et peint alors sur une de ses faces pour ressembler à cette version, The Pink Lady « donne la réplique » dans le film Memphis Belle, sorti en 1990, à quatre autres B-17 utilisés pour le tournage, deux de ceux-ci étant utilisés pour figurer à l'image le bombardier Memphis Belle historique. 